# Russian Standard Bank
Russian Standard Bank (del ruso: АО «Банк Русский Стандарт») es uno de los mayores bancos rusos y el mayor prestamista al consumo del país.
El banco fue fundado en 1999 por Roustam Tariko propietario de la Russian Standard Corporation, como un medio para eludir las nuevas leyes que prohibían la publicidad del alcohol en Rusia. Domina el sector de las finanzas al consumo en Rusia, y tiene en torno del 54 por cien del control sobre el mercado de las tarjetas de crédito y más del 30 por cien de control sobre los puntos de venta del mercado de préstamos. Está clasificada entre las mejores instituciones financieras del mundo en la relación beneficio-capital. El banco emplea 25.000 personas en toda su organización.
Russian Standard Bank tiene presencia en más de 1.800 ciudades en Rusia. Su red de distribución cubre el 93% de la población rusa. Russian Standard Bank es también el emisor exclusivo de las tarjetas de crédito American Express en Rusia.